# George Pavlou
George Pavlou, né le 5 novembre 1953, est un réalisateur britannique de films d'horreur.

## Filmographie
- 1985 : Transmutations (Underworld)
- 1986 : Rawhead Rex, le monstre de la lande (Rawhead Rex)
- 1993 : Little Devils: The Birth